# Diocèse d'Almería
Le diocèse d'Almería (en latin : Dioecesis Almeriensis ; en espagnol : diócesis de Almería) est un diocèse de l'Église catholique en Espagne, suffragant de l'archidiocèse de Grenade.

## Territoire

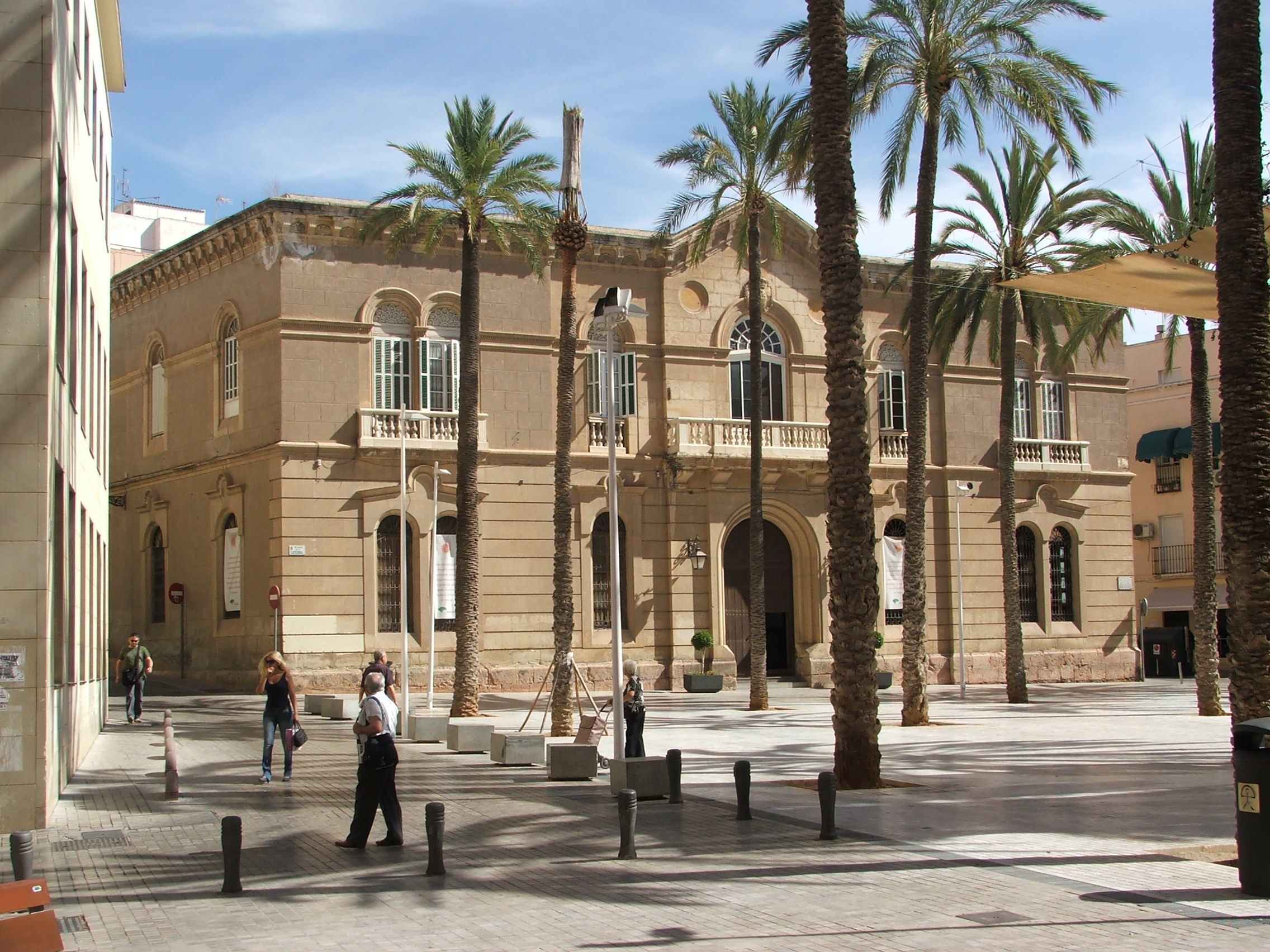
Façade principale du palais épiscopal d'Almería, Andalousie, Espagne.

Le territoire du diocèse correspond exactement aux frontières de la province d'Almería avec les comarques de Los Vélez, Valle del Almanzora, Levante almeriense, Filabres-Tabernas, Alpujarra Almeriense, Poniente almeriense et la comarque métropolitaine d'Almería.

Carte des diocèses d'Espagne avec le diocèse d'Almería en rouge.

Le diocèse est suffragant de l'archidiocèse de Grenade avec son évêché à Almería où se trouve la cathédrale de l'Incarnation et possède un territoire d'une superficie de 8774 km2 avec 216 paroisses regroupées en 9 archidiaconés (2024).

## Histoire
La création du diocèse au Ier siècle par saint Idalèce (es) dans la ville d'Urci (es) se base sur la tradition des sept apôtres de l'Espagne, il existe des documents écrits qui proviennent de sources différentes mais supposent une source commune antérieure. De cette période, les véritables écrits alternent avec des faux comme les fausses chroniques du Moyen Âge et du XVIIe siècle.
Après la reconquista d'Almería, le diocèse est érigé le 21 mai 1492 ; Pedro González de Mendoza, cardinal archevêque de Tolède construit une cathédrale à Almería et fonde aussi les couvents de San Francisco et Santo Domingo. Après la révolte mudéjar (es) en l'an 1500, ceux-ci préfèrent la plupart du temps le baptême à exil, la nouvelle situation exige la création de paroisses. Après un tremblement de terre qui détruit la cathédrale, Mgr Diego Fernández de Villalán (es) O.F.M (1523-1556), évêque d'Almería, pose la première pierre de la cathédrale actuelle en 1524. En 1568, les Maures se révoltent et sont expulsés.
Mgr Juan Portocarrero, O.F.M (1602-1631) crée un séminaire en 1610. En 1635, l'évêque Antonio González Acevedo (1633-1637) tient un synode qui reste en vigueur pendant près de trois siècles jusqu'en 1929.

## Source
- (es) Cet article est partiellement ou en totalité issu de l’article de Wikipédia en espagnol intitulé « Diócesis de Almería » (voir la liste des auteurs).

### Articles liés
- Archidiocèse de Grenade
- Église catholique en Espagne